# L'eclisse
(Alain Resnais)
L'eclisse è un film del 1962 diretto da Michelangelo Antonioni. 
Ottavo lungometraggio del regista, è il capitolo conclusivo della cosiddetta "trilogia esistenziale" o "dell'incomunicabilità", segue L'avventura e La notte.
Presentato in concorso al 15º Festival di Cannes, vinse il Premio speciale della giuria, ex aequo con Processo a Giovanna d'Arco di Robert Bresson.

## Trama
Roma, 1961. In una mattina di luglio, l'inquieta Vittoria lascia il compagno Riccardo, architetto, che non ama più. Il loro addio è freddo, indolore, quanto il loro rapporto era stato apatico. Sola, avvilita, segnata dalla fatica di vivere, «cerca negli altri un calore di vita, una facoltà di appassionarsi di cui essa stessa è ormai svuotata.»
Una sera fa visita alla sua amica Anita, con la quale però non si sente così in confidenza da poter parlare di sé ed aprirsi. Vittoria cerca anche di recuperare un rapporto serio con la madre, che riesce ad incontrare solamente presso la Borsa di Roma, luogo dove la madre si reca quotidianamente. Durante una di queste visite incontra Piero, giovane e cinico agente di cambio.
Piero, avendo saputo che Vittoria è libera, lascia subito la propria ragazza e inizia a farle la corte. Comincia una relazione, malgrado la differenza di carattere e sensibilità tra i due e l'apparente mancanza di reale coinvolgimento e interesse. Dopo pochi incontri Vittoria si concede a Piero. Nei giorni successivi i due sono felici. Una mattina, nel salutarsi, Piero le ricorda l'orario del loro appuntamento serale. “Alle 8. Solito posto”. Ma sono le ultime parole che si scambiano quel giorno: non si sa se i due effettivamente si rivedranno.
Infatti i luoghi dove Piero e Vittoria erano soliti incontrarsi, ora appaiono senza i loro protagonisti: l'angolo di strada, l'edificio in costruzione accanto, la fermata d'autobus e i volti delle persone che Vittoria incrocia quando torna a casa a piedi. Scende la sera, nella città si accendono le luci. Nella completa oscurità la vista rimane quasi accecata dal bagliore di un lampione che illumina una strada.

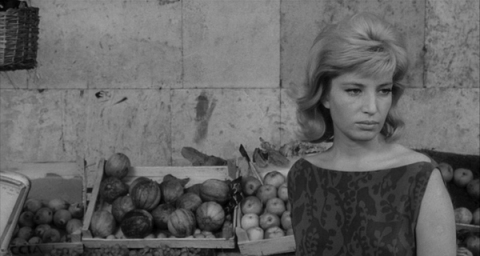

## Accoglienza

### Incassi
Il film incassò un totale di 296.712.263 lire.

### Critica
Una delle caratteristiche architetture mostrate nel film Antonioni continua la sua ricognizione critica in una società caratterizzata da un crescente benessere materiale, grazie all'inarrestabile crescita economica, ma anche da una profonda crisi esistenziale.
Lo fa alternando sequenze di rumore e caos, ambientate nelle sale della Borsa di Roma, a lunghi silenzi e paesaggi di architetture fredde, geometriche (il quartiere dell'EUR), che riflettono l'incomunicabilità dei sentimenti e l'insuperabile senso di estraneità che caratterizza il rapporto fra i personaggi.
Il finale del film è il punto di arrivo (e di non ritorno) di questa rappresentazione visiva, esteriore, dell'interiorità fragile, inadeguata, di un'intera generazione: gli oggetti inerti e le architetture metafisiche (che molti hanno associato ai quadri di Giorgio De Chirico) si sostituiscono completamente ai personaggi («Gli ultimi 10 minuti silenziosi e senza narrazione, da cui scompaiono la Vitti e Delon, sconcertarono il pubblico; oggi appaiono di una bellezza abbacinante» commenta Alberto Pezzotta).

## Riconoscimenti
- Festival di Cannes 1962
  - Premio speciale della giuria

## Curiosità
- Si tratta della quinta e ultima collaborazione (dopo L'amore in città, Le amiche, Il grido e La notte) con Gianni Di Venanzo, il direttore della fotografia con cui Antonioni ha avuto il più lungo sodalizio (il secondo è Carlo Di Palma, col quale ha fatto quattro film).
- Il film è stato selezionato tra i 100 film italiani da salvare[4].
- Eclisse twist che fa da sottofondo ai titoli di testa è cantato da Mina, su musica di Giovanni Fusco e testo di "Ammonio", pseudonimo dietro il quale si cela Michelangelo Antonioni.
- Viene citato da Bruno Cortona (Vittorio Gassman) ne Il sorpasso di Dino Risi e da Elide Catenacci (Giovanna Ralli) in C'eravamo tanto amati di Ettore Scola.